# Марквальд, Вилли
Вилли Марквальд (нем. Willy Marckwald; 5 декабря 1864 года, Якубов, Нижняя Силезия — 1942 год, Роландия, Бразилия) — немецкий химик.

## Краткие сведения
Вилли Марквальд учился в Берлинском университете им. Фридриха-Вильгельма (ныне Гумбольдтский университет) на Первом отделении химического института и получил там докторскую степень в 1886 году под руководством А. Гофмана за работу в области препаративной органической химии «Вклад в знания о тиальдегидах и тиальдинах». За короткое время, к 1889 году, он получил звание профессора по результатам своих исследований в области фурановых соединений под руководством Гофмана. В 1899 году он был назначен начальником отдела Второго химического института. Он занимал должность приват-доцента до своего выхода в отставку в 1930 году. Будучи женатым на еврейке, В.Марквальд эмигрировал в Бразилию в 1936 году, где в 1942 году скончался.

## Научные исследования
Отталкиваясь от тем своих публикаций и диссертации, он начал расширять интересы и уделять внимание всем областям химии. В исследованиях по химии гетероциклов он разработал метод синтеза азиридинов из β-галогенаминов. Этот метод замыкания кольца, известный как реакция Габриэля-Марквальда, позволяет получать трех-семичленные циклические амины. Насколько это возможно, он продал патентные права промышленности. Кроме того, ему принадлежат монографии на общие темы (по общей химии).
В 1892 году неожиданно умер его научный руководитель А. Гофманн. С 1899 В. Марквальд был вынужден перейти в отдел второго химического института, так как не мог найти общий язык с Эмилем Фишером — известным преемником своего учителя. Фишер и Пастер в это время интенсивно работали в области изучения оптически активных соединений.
Здесь В. Марквальд впервые разработал несколько стратегий энантиомерного разделения рацемических смесей и энантиоселективных синтезов.
- Оптически активный ментол образует диастереомерные ментиловые эфиры с обоими энантиомерами рацемата миндальной кислоты с разной скоростью (1899, кинетическое разделение)[10]
- Методы энантиомерного разделения путем кристаллизации производных (1900, дериватизация)[11]
- В присутствии хирального катализатора (бруцина) ахиральная этилметилмалоновая кислота декарбоксилирует в оптически активную смесь 2-метилвалериановых кислот (1904, асимметричный катализ).[12]

В институте, основанном Г. Ландольтом, с 1900 года В. Марквальд все больше занимается физической, теоретической, а также неорганической химией радиоактивных соединений. Он внес свой вклад в разделы «Подробного учебника химии Грэма-Отто», написанные Ландольтом. В 1902 году он впервые выделил в больших количествах полоний, существование которого ранее постулировалось Кюри. А в 1904 году написал общую монографию по радиоактивности.
В 1905 Ландольт вышел в отставку, и Нернст стал его преемником во II отделении химического института, который теперь назывался Физико-химическим институтом. Эмиль Фишер работал с 1906 года в своем I отделении химического факультета с химиком-органиком Отто Ганом, который в 1907 получил звание профессора, а с 1912 заведовал своим отделением радиохимии в институте Кайзера Вильгельма в Берлине. В. Марквальд до своего выхода на пенсию занимался общими темами аналитической, неорганической и, прежде всего, физической химии.
С 1906 года преподавал в Королевском сельскохозяйственном колледже в Берлине. В 1910 году он был назначен тайным советником правительства. В 1919 году был назначен почетным профессором неорганической химии в Королевском техническом университете Шарлоттенбурга. С 1928 по 1931 год руководил Немецким Химическим Обществом в Берлине.

## Награды
В 1916 году он получил специальную награду от Немецкого химического общества за результаты своих исследований.

## Личная жизнь
У Вилли Марквальда было три брата. Его брат Лео (1866—1928) также стал химиком и получил докторскую степень в 1888 году в Берлине за работу с фенилгидразином и его производными. Ганс Марквальд (р. 1874) был членом социал-рабочей партии Германии. Его младший брат Ганс Джеральд Марквальд (р. 1878) стал немецким дипломатом.
В 1890 году Ганс Марквальд женился на Маргарет Саломон (1871—1908), которая происходила из ассимилированной еврейской семьи, и имел с ней в браке двух сыновей. Его старший сын Фридрих (29.02.1892 — 2.12.1917 года) пропал в первой мировой войне 1917 года, служа в военно-морской авиации. В 1936 году В. Марквальд эмигрировал в Бразилию со своим сыном Иоакимом (7.06.1902 — 26.08.1986) и невесткой в немецкое эмиграционное поселение Роланд в штате Парана.